# Kopparvallen, Falun
Kopparvallen, Koppis, är en fotbollsanläggning i Falun. Kopparvallen ligger nära centrala Falun och därigenom på gångavstånd för de flesta åskådarna. Den är hemmaplan för fotbollsklubben Falu BS.
På anläggningen finns fyra fullstora fotbollsplaner, varav två med konstgräs. Där finns också en 5-manna konstgräsplan för allmänheten.
Tidigare spelade också Falu BS bandylag sina hemmamatcher på Kopparvallen, innan den nya bandyarenan Lugnets isstadion invigdes inför säsongen 1975/1976.